# Hotel Astor

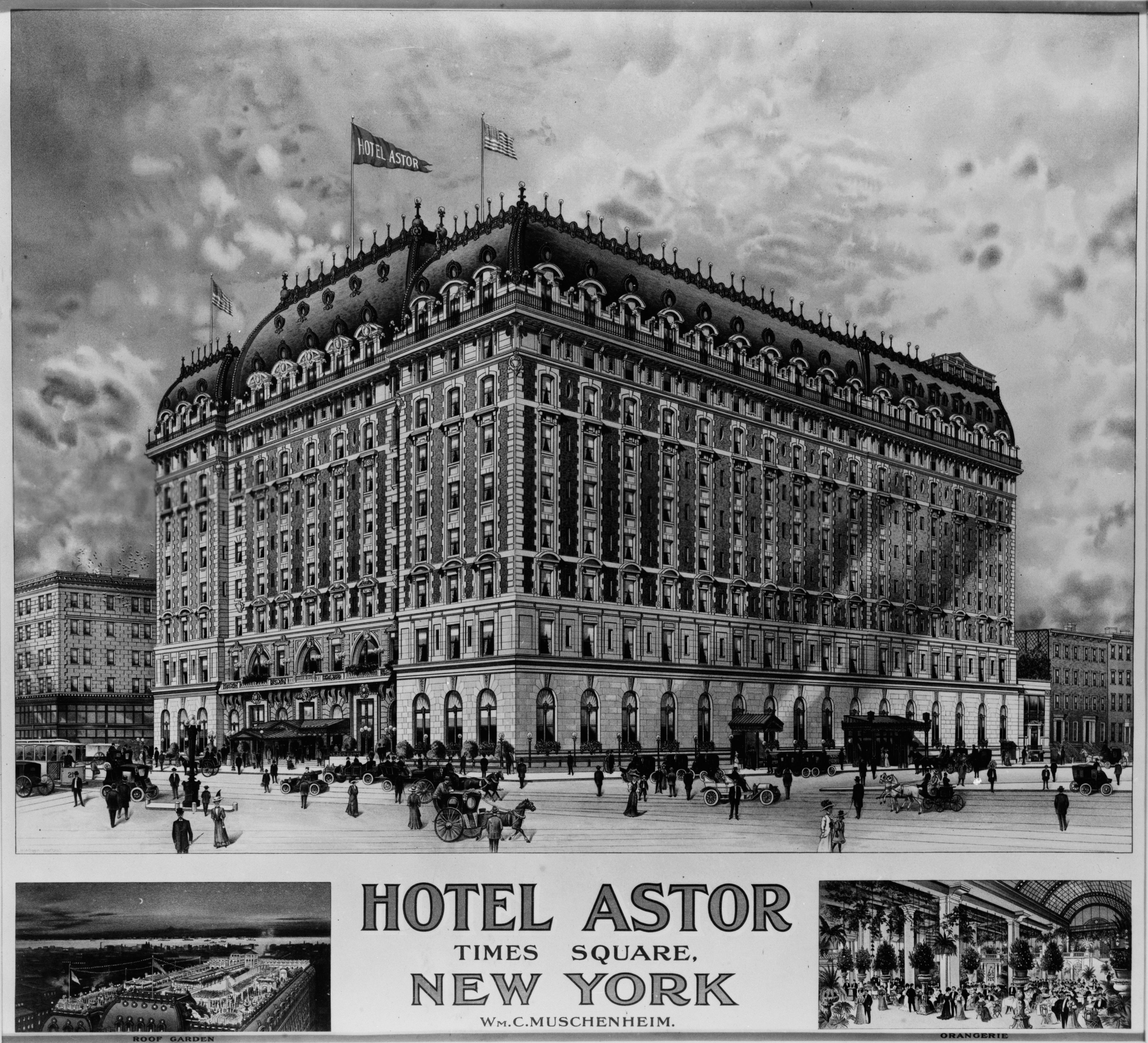
Hotel Astor, foto de 1935

O Hotel Astor foi um hotel de luxo da cidade de Nova Iorque, construído em 1904 e localizado na Times Square. Foi demolido em 1967 para dar lugar ao One Astor Plaza.
1. ↑  «Hotel Astor - New York City». NYC AGO (em inglês). Consultado em 24 de janeiro de 2025